# القعقاء
القعقاء بلدة عراقية تقع في محافظة الأنبار وتبعد 25 كلم غربي جنوب العاصمة العراقية، بغداد.